# Kaffeerost
Der Kaffeerost (Hemileia vastatrix) ist ein Rostpilz, der Kaffee-Pflanzen befällt und die gleichnamige Erkrankung auslöst. Dabei handelt es sich um die wirtschaftlich bedeutendste Krankheit dieser Kultur.

## Wirtschaftliche Bedeutung
Ursprünglich war Kaffeerost (engl. coffee leaf rust, span. roya del cafeto, port. ferrugem do café) mit seinem Genpool in Zentral- und Ostafrika und seit 1868 auf die Alte Welt (Afrika, Asien und Australien) beschränkt, bevor er 1903 erstmals in Puerto Rico beobachtet wurde. 1970 sprang die Pilzerkrankung epidemisch auf brasilianische Kaffeeplantagen von Minas Gerais bis hin zu den Intensivkulturen in Paraná und Santa Catarina über und von dort aus über Kolumbien nach Mittelamerika, wo er sehr große wirtschaftliche Schäden verursachte. Die Schäden können 30 % bis 80 % der Pflanzen betreffen oder sogar zu kompletten Ernteausfällen führen.
| Ort         | Erscheinungsjahr |
| ----------- | ---------------- |
| Ceylon      | 1868             |
| Indien      | 1869             |
| Philippinen | 1871             |
| Sumatra     | 1876             |
| Java        | 1879             |
| Borneo      | 1890             |
| Westafrika  | 1954             |
| Brasilien   | 1970             |

## Biologie
Kaffeerost gehört zu der Ordnung der Ständerpilze. Wirtspflanzen des Kaffeerosts sind Coffea arabica, Coffea liberica und teilweise auch Gardenien. Coffea canephora wird nur von einigen wenigen Rostrassen befallen und dient daher als genetisches Material für die Resistenzzüchtung. Charakteristisch für den Pilz ist die Morphologie seiner Sporen, an denen er eindeutig identifiziert werden kann.
Der Haplont des Kaffeerosts ist noch nicht identifiziert. Die orangefarbenen Uredosporenlager finden sich auf der Blattunterseite. Die Sporen des Pilzes werden in den Stielhyphen der Pflanze gebildet und gelangen über die Stromata in die Umgebungsluft. Die Resistenz gegenüber Hemileia vastatrix kann bei Blättern in unterschiedlichen Entwicklungsstadien variieren, besonders gefährdet sind sehr junge und ältere Blätter.
Trockenperioden überdauert der Pilz in den befallenen Pflanzenorganen und kann nach Regenereignissen sofort sporulieren und sich auf weitere Pflanzen ausbreiten. Zu Beginn der Regenzeit kann es zu großen Epidemien kommen, da sich die Sporen durch den Aufschlag der Regentropfen rasch verbreiten. Auch Insekten können die Sporen übertragen. Das Temperaturoptimum von Hemileia vastatrix liegt bei 21 bis 25 °C. Die Sporen sind 2–15 Tage lebensfähig und können in befallenen Samen über weite Strecken transportiert werden. Von den insgesamt 40 Pilzrassen, erweist sich Rasse II als besonders infektiös.

## Symptome

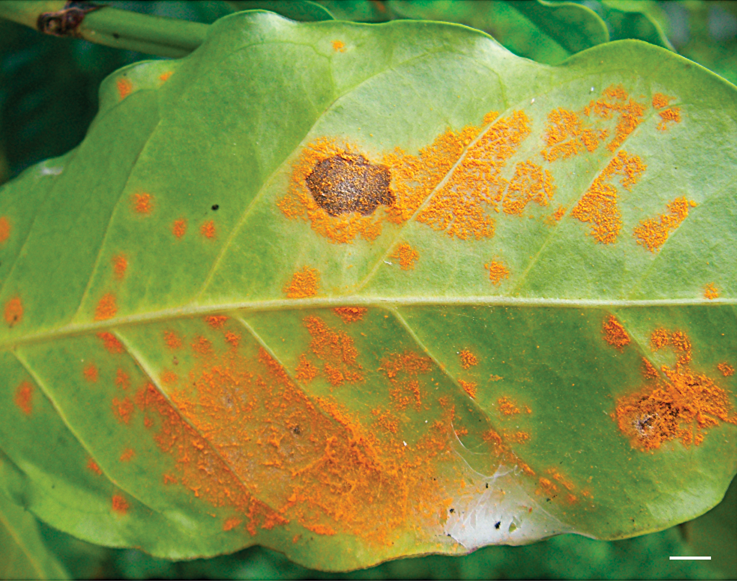
Befallenes Blatt

Kaffeerost befällt Arabica-Sorten und führt durch die Besiedlung der Blätter zu Laubabwurf der Sträucher. Insgesamt wird das vegetative Wachstum der Pflanzen stark geschwächt und bei Massenbefall können ganze Bestände absterben.
Auf den Blättern bilden sich kreisrunde weiße bis gelbliche Flecken unterschiedlicher Größe, teilweise mit einem Uredosporenbelag. Befallene Blätter werden nekrotisch und sterben nach kurzer Zeit ab.

## Bekämpfung
Über ein Jahrhundert lang verhinderten strenge Pflanzenquarantänemaßnahmen, dass der Kaffeerost von der Alten Welt in mittel- und südamerikanische Pflanzungen übertragen wurde. Über die Verbreitung wurde spekuliert, möglicherweise durch Passatwinde, infizierte Kaffeebohnen oder Sporenbewuchs auf Wirtspflanzen wie Gardenien. Als die Barriere des Atlantischen Ozeans in den 1970er Jahren überbrückt wurde, verbreitete sich der Pilz rasant über die Luft auf alle brasilianischen Plantagen. Als sich Hemileia vastatrix von Süden nach Norden über die mittelamerikanische Landbrücke ausbreitete, kam es rasch zu verheerenden Epidemien. Teilweise kam es zu Totalausfällen und die befallenen Pflanzen mussten gänzlich vernichtet werden.
Kaffeeanbau mit und ohne Schattenbäume bietet Vorteile. Kulturen ohne Schattenbäume lassen sich bei akutem Befall leichter mit Fungiziden bearbeiten. Kaffee mit Schattenbäumen reduziert die Taubildung auf den Kaffeepflanzen und somit eine größere Ausbreitung. Die Höhe der Stickstoffdüngung kann das Auftreten von Kaffeerost maßgeblich beeinflussen. Der Hyperparasit Verticillium hemileiae kann bei der biologischen Krankheitsbekämpfung von Kaffeerost eingesetzt werden. Die Wirkung dieser Mykoparasiten auf Kaffeerost wurde 2002 bei mexikanischen Kaffeekulturen beschrieben.

### Fungizide
Eingesetzt wurden Fungizide mit Triadimefon als Wirkstoff oder diverse Kupferverbindungen. Idealerweise sollte die Applikation drei Wochen vor Beginn der Regenzeit erfolgen. Für kenianische Standorte setzt man 6,6 bis 7,5 kg Cu/ha ein. Andere wirksame Fungizidwirkstoffe sind Fentinhydroxid (2,5 kg/ha) oder Dithianon (3,3 kg/ha) lid in ölhaltiger Suspension. Auf brasilianischen Kaffeepflanzungen ist vorwiegend Maneb im Einsatz. Für kleinbäuerliche Betriebe kommt der Biozideinsatz aufgrund der hohen Kosten meist nicht in Frage.

### Resistenzzüchtung
Kaffeerost zeigt sich durch eine große Anzahl physiologischer Rassen aus, die dem großflächigen Kaffeeanbau in Indien, Kenia und Brasilien schwere wirtschaftliche Schäden zugefügt hatten. Die Sorte „Caturra“ zeigte sich gegen Kaffeerost besonders empfindlich, so dass ihr Anbau in Kolumbien stark eingeschränkt werden musste.
Im Centro de Investigação das Ferrugens do Cafeeiro (CIFC, deutsch Forschungszentrum für Kaffeerost) in Oeiras (Portugal) wird bereits seit 1955 Jahren an der Resistenzzüchtung gegen Kaffeerost geforscht. In Portugiesisch-Timor entdeckte natürliche Hybridpflanzen von Arabica- und Robusta-Kaffee, deren Ernte den milden Geschmack des Arabica-Kaffees hatten, gleichzeitig aber wie Robusta immun gegen die Pilzkrankheit waren. Ab 1965 wurde der Híbrido de Timor (HDT) über Portugal weltweit verteilt. Heute stammen 99 Prozent der resistenten Arabica-Pflanzen von diesen beiden HDT-Sträuchern ab.
„Híbrido de Timor“ erwies sich als Sorte, die von den meisten Roststämmen nicht befallen wurde. Bislang wurden neun Genotypen identifiziert, die sich als resistent gegenüber Kaffeerost zeigten. In Kolumbien ist Cenicafé in Chinchiná-Manizales, Kolumbien, mit der Bereitstellung lokaler pilzresistenter Kaffeesorten beauftragt. Durch den Verlust des Genmaterials vieler Coffea-Wildtypen und der sich permanent anpassenden Pilzrassen steht die Resistenzzüchtung vor neuen Herausforderungen. Das Ethiopia’s Institute of Biodiversity Conservation and Research verwahrt die noch verbleibenden Genotypen und die äthiopische Regierung hat sich für ein Verbot der Ausfuhr von Kaffeepflanzen und -bohnen ausgesprochen.